# Paola Turci
Paola Turci (Roma, 12 settembre 1964) è una cantautrice italiana.

## Biografia

### Anni 1980
I suoi esordi musicali risalgono alla metà degli anni 1980, ancora ventenne, quando inizia a esibirsi in alcuni locali della movida romana. Qui viene notata da Mario Castelnuovo, grazie al quale ha la possibilità di firmare il primo contratto discografico. Castelnuovo scrive inoltre per lei il brano L'uomo di ieri, con cui si presenta al grande pubblico in occasione del Festival di Sanremo 1986, nella categoria Nuove proposte: nonostante l'eliminazione dalla gara, la giovane cantante desta l'attenzione della critica specializzata per via di uno stile musicale già molto personale, ricevendo anche gli elogi, tra gli altri, di Paolo Conte.
In questa fase, a farla conoscere maggiormente ci sono anche un passaggio a Premiatissima '86 con Lettera d'amore d'inverno, e un paio di tournée al fianco dell'allora più noto collega e amico Luca Barbarossa. È tuttavia il palco dell'Ariston a rappresentare un punto fermo nei suoi primi anni di carriera. Turci torna a Sanremo nelle edizioni 1987 e 1988, rispettivamente con Primo tango e Sarò bellissima, che le valgono entrambe il Premio della Critica tra le Nuove proposte. Sempre nel 1988 pubblica il suo disco d'esordio, Ragazza sola, ragazza blu.

Da sinistra: Fiorella Mannoia e Paola Turci premiate dalla critica al Festival di Sanremo 1988

Considerata, pur a fronte dell'ancora giovane età, ormai una veterana della kermesse sanremese, nel 1989 inanella la sua quarta presenza in Riviera dove, oltre a far suo il terzo Premio della Critica consecutivo — tuttora un record —, ottiene finalmente la vittoria primeggiando nella categoria Emergenti grazie a Bambini, brano che ne consolida definitivamente la notorietà, e che la stessa cantante considererà tra i più importanti della sua carriera, quello «che più mi rappresenta».

### Anni 1990
Nel 1990 sale per la quinta volta sul palco del Festival con Ringrazio Dio. In contemporanea esce l'album Ritorno al presente, che comprende fra l'altro anche Frontiera, presentato al Festivalbar. Nel 1991 esce Candido, il suo ultimo album su etichetta It. In estate si aggiudica la vittoria al Cantagiro (dove partecipa in squadra con i Tazenda), mentre qualche mese dopo ritorna in classifica grazie al duetto con Riccardo Cocciante nel brano E mi arriva il mare. Del 1993 è la sua 6ª partecipazione al Festival di Sanremo con Stato di calma apparente, brano autobiografico con cui la cantante appare per la prima volta nelle vesti di autrice: segue l'uscita dell'album Ragazze, pubblicato con la BMG, la cui canzone più famosa è il succitato singolo.

#### Il grave incidente del 1993
Il mattino del 15 agosto 1993, mentre è al volante della sua Saab 900 Cabrio, diretta al Golfo di Policastro per un concerto, rimane vittima di un incidente stradale sull'autostrada Salerno-Reggio Calabria, all'altezza dell'uscita di Torano Castello, da cui esce con gravi ferite e il volto parzialmente sfigurato dall'impatto. L'occhio destro viene salvato soltanto grazie all'intervento dei medici e ben dodici interventi chirurgici successivi, mentre il volto riceve circa cento punti di sutura. Nonostante il trauma, Turci decide di riprendere i propri impegni professionali già poche settimane dopo il suo ricovero, tornando ad esibirsi per una decina di concerti (erano oltre quaranta le date inizialmente previste) e servendosi anche di un'acconciatura adatta a nasconderne le ferite. Solo diversi anni dopo parlerà apertamente dell'incidente, ricordando che fino a quel momento aveva vissuto con "un senso di onnipotenza incredibile" e ammettendo di essere stata distratta alla guida dal cellulare.
Nell'autunno dello stesso anno, promuove Io e Maria, un insolito brano a tematica lesbo, scritto appositamente per lei da Luca Carboni. Sempre in quel periodo, partecipa - insieme ad altri artisti - al collettivo Innocenti evasioni (tributo all'opera di Lucio Battisti), registrando una sua personale versione della celebre Ancora tu.
Nel 1995 ritorna con l'album Una sgommata e via, che è anche il titolo del singolo trainante, scritto per lei da Vasco Rossi: con questo disco, contraddistinto da testi un po' più leggeri e da sonorità prettamente pop-rock, la cantante intraprende un sodalizio artistico con Roberto Casini (ex Steve Rogers Band e autore di diversi brani per lo stesso Vasco Rossi), conclusosi nel 2000. Fra i brani presenti, anche una cover di E se ci diranno, canzone di Luigi Tenco rivisitata in chiave rock. Nel 1996 termina il rapporto con la BMG con l'uscita dell'antologia celebrativa Volo così 1986-1996, il cui titolo viene appunto ripreso dall'omonimo brano presentato con successo al Festival di Sanremo di quell'anno, da lei scritto insieme a Roberto Casini. In estate, ritorna al Festivalbar con La felicità, altro inedito presente nella raccolta.
Nel 1997, dopo aver firmato con la WEA, esce con Oltre le nuvole, il suo unico album composto interamente da cover, attinte per l'occasione dal repertorio anglosassone a cavallo tra gli anni 1980 e 1990, e appositamente riadattate in italiano. Il disco, anticipato dal singolo Sai che è un attimo (cover di Time for Letting Go di Jude Cole), si aggiudica il Disco di platino, superando le 150 000 copie vendute. Nel 1998 Oltre le nuvole viene poi ristampato con l'aggiunta di due brani, fra cui Solo come me, canzone che viene presentata in gara al 48º Festival di Sanremo.

### Anni 2000
Visto il successo del precedente album, nel 2000 la WEA ritenta la stessa formula con Mi basta il Paradiso: nel suo complesso, il disco (che comunque contiene anche diversi inediti), non lascia però soddisfatta Turci sul piano artistico, malgrado il buon successo riscosso dai tre singoli estratti: Questione di sguardi, cover di This Kiss di Faith Hill presentata al Festivalbar, Sabbia bagnata, canzone scritta assieme all'amica e collega Carmen Consoli e Saluto l'Inverno, anch'essa scritta con la Consoli e presentata al Festival di Sanremo 2001, dove si classifica al 5º posto.
Nel 2002, Paola Turci approda al circuito delle etichette indipendenti, lasciando la complessa realtà delle grandi major discografiche, per ripartire esclusivamente come cantautrice: Questa parte di mondo, album piuttosto introspettivo da lei interamente scritto e composto, esce per la piccola etichetta Nun, rivelando una nuova e più libera dimensione artistica. Il primo singolo, Mani giunte, diviene un successo nella versione duettata con gli Articolo 31 per il loro album Domani smetto, e intitolata Fuck You. Mentre il secondo singolo estratto, Questa parte di mondo, vede la collaborazione di Alfredo Rizzo (già autore di Bambini). Come location, per entrambi i videoclip delle canzoni sopracitate, viene scelta la cittadina normanna di Cefalù, in provincia di Palermo: nelle riprese sono ben visibili i vicoli, la spiaggia, la scogliera, la città vista dal mare, e il Bastione a Nord.
Nell'inverno 2004 esce un'antologia interamente registrata in presa diretta, e intitolata Stato di calma apparente, in cui la Turci rilegge con nuove sonorità i brani più significativi della propria storia musicale: il progetto (uscito anche su DVD) comprende inoltre due inediti (Il gigante e La tua voce), nonché una cover di Paloma Negra, storico brano di Chavela Vargas. Nel 2005 esce Tra i fuochi in mezzo al cielo, un ottimo album la cui produzione viene divisa insieme a Carlo Ubaldo Rossi (già al lavoro con Baustelle, Caparezza, Jovanotti, Subsonica). Il disco, anticipato dal singolo Dimentichiamo tutto, conferma l'abilità compositiva di Paola Turci, nonché la sua estrema sensibilità di autrice alle prese con tematiche quali la morte (Quasi settembre e Lasciami credere), l'abbandono ed il dolore (L'inverno senza neve), fino ad arrivare alla tragedia umanitaria con Rwanda, brano che si è aggiudicato il Premio Amnesty Italia 2006.
Nel 2006, con il ballerino Giorgio Rossi, mette in scena Cielo - Voce danzante e corpo sonoro, uno spettacolo in cui le sue canzoni dal vivo vengono interpretate in gesto e in movimento anche dal danzatore. Durante questo spettacolo, Paola lascia la sua anima più impetuosa, graffiante e rockeggiante, a favore di canzoni lente e avvolgenti, a volte accompagnate dalla melodia della sua chitarra classica, altre dalla sua sola voce, in canzoni del suo repertorio, e reinterpretazioni di altri autori, tra le quali Tu non dici mai niente di (Léo Ferré), Cuccuruccuccù Paloma (ispirandosi alla versione di Caetano Veloso), Dio come ti amo di (Domenico Modugno), La bambola (del repertorio di Patty Pravo), oltre a Saigon di (Francesco De Gregori), e Paloma Negra di (Chavela Vargas), già incise in precedenti lavori.
Nello stesso anno è direttrice artistica del VenerElettrica International Female Rock Festival di Perugia e premia Anna Maria Stasi della band pugliese di rock e teatro C.F.F. e il Nomade Venerabile come miglior voce della rassegna, dichiarando al Corriere dell'Umbria del 4 Marzo 2006: "Ho visto l'esibizione dei C.F.F. e il Nomade Venerabile: ho apprezzato tantissimo la loro capacità di osare, di oltrepassare i confini della creatività". 

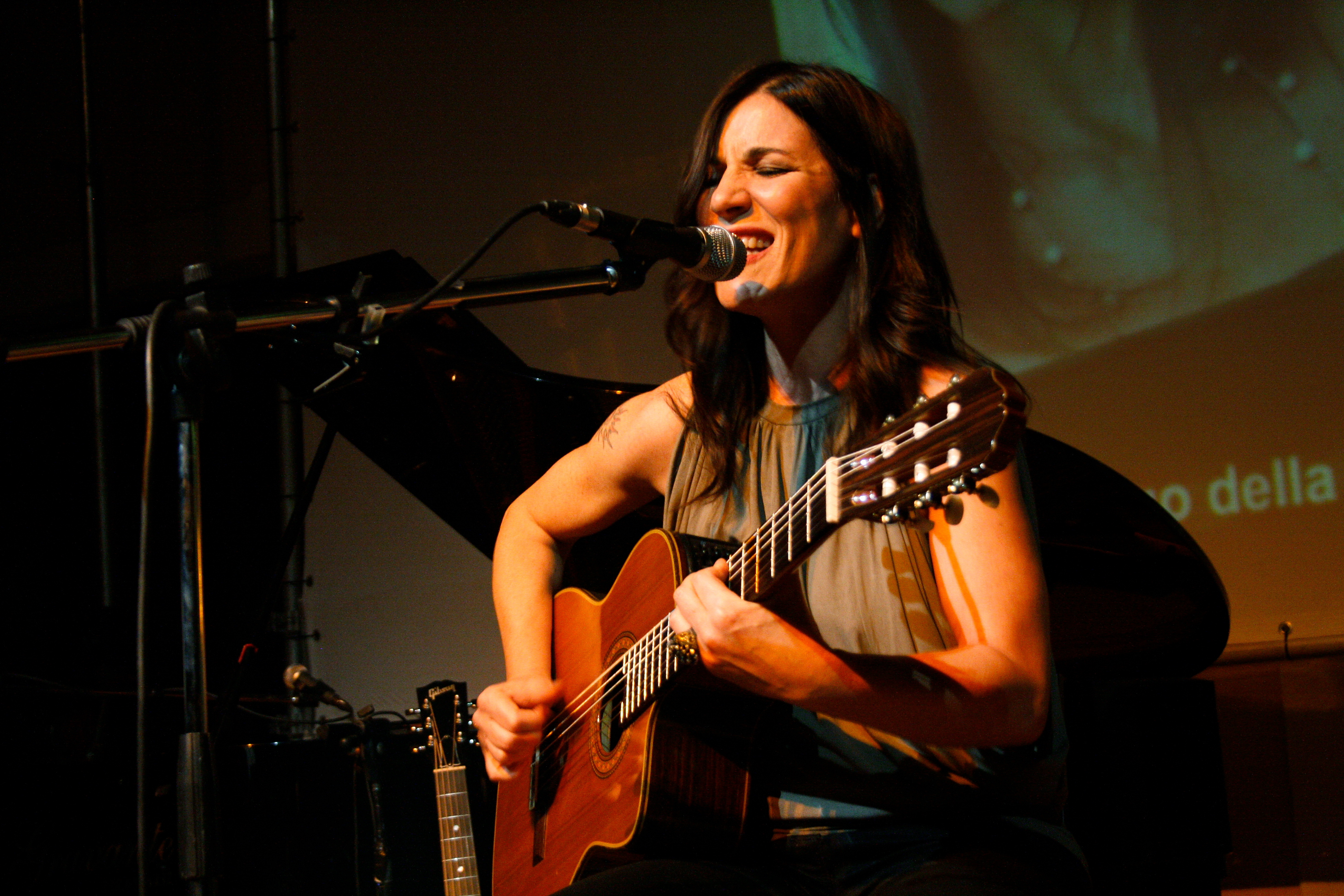
Paola Turci al Festival "Il Luogo della Lingua" di Capua nel 2009

Nel 2007 si esibisce dal vivo assieme a Max Gazzè e Marina Rei nel tour Di comune accordo, che tocca moltissime piccole località e capoluoghi d'Italia, con una data estera, a Losanna. Paola si esibisce con la sua chitarra elettrica e acustica, mentre Max è al basso e Marina alle percussioni; il tour è accompagnato anche dal violino di Andrea di Cesare. Durante il tour, Paola si esibisce con le sue canzoni storiche e partecipa ai successi dei colleghi, fra cui I miei complimenti e L'uomo più furbo. Frattanto il 16 maggio 2007, in un'intervista Paola rivela di essere al lavoro per il suo debutto come scrittrice.
Nel dicembre 2007 partecipa al "Premio Tenco", riproponendo uno dei più celebri brani del cantautore piemontese, E se ci diranno, oltre alla sua Quasi settembre in versione acustica, chitarra e voce. Il 28 febbraio 2008, è ospite al Festival di Sanremo (insieme a Marina Rei) per affiancare Max Gazzè (in gara con Il solito sesso), nella serata dedicata alle esecuzioni speciali. Dal luglio 2008 riprende sia il tour rock con Andrea di Cesare, sia lo spettacolo Cielo con Giorgio Rossi, annunciando un prossimo lavoro di inediti. Il 4 febbraio 2009 pubblica il romanzo Con te accanto, scritto insieme a Eugenia Romanelli. È un'amara e vivida storia di due donne che inizialmente non si conoscono ma che pian piano, tra i letti d'ospedale e fra vari dolori, arriveranno ad essere più unite che mai.
Dal 20 aprile dello stesso anno Paola Turci conduce "La mezzanotte di Radio Due", trasmissione di intrattenimento notturno che parla a viso aperto con gli ascoltatori che vi interagiscono tramite sms e telefonate in diretta. Non manca la musica, inclusa quella dal vivo suonata e cantata dalla Turci che, da sola o con ospiti in studio, interpreta pezzi classici del suo repertorio e rende omaggio ai grandi della musica. Il 19 giugno 2009 inizia la programmazione radiofonica del singolo La mangiatrice di uomini (scritta da Francesco Bianconi dei Baustelle), che anticipa l'uscita dell'album Attraversami il cuore, pubblicato il 2 ottobre. Il 20 dicembre 2009, al Brancaleone di Roma, con Fiorella Mannoia e Noemi prende parte al Watoto Festival con un concerto benefico in favore dei bambini orfani kenioti. Durante la serata le tre artiste romane eseguono in trio L'amore si odia e Quello che le donne non dicono.

### Anni 2010
Il 27 aprile 2010 esce il secondo capitolo della trilogia iniziata con Attraversami il cuore, intitolato Giorni di rose e interamente dedicato al mondo femminile. L'album contiene la reinterpretazione di Lunaspina di Ivano Fossati, eseguita in duetto con Fiorella Mannoia (prima interprete del brano, nel 1989), nonché ben sette inediti scritti per la Turci da altrettante cantautrici come Carmen Consoli, Nada, Marina Rei, Chiara Civello, Naïf Hérin, Grazia Verasani e Ginevra Di Marco. Il singolo proposto è Danza intorno al sole, scritto da Carmen Consoli e Nada insieme. Nello stesso anno prende parte agli MTV Days 2010. Dal 19 gennaio 2011 è disponibile il libro I Baustelle mistici dell'Occidente, in cui si parla anche delle collaborazioni dei Baustelle con le donne della musica, tra le quali Paola Turci.
Il 15 luglio 2011, l'uscita del singolo Utopia anticipa il terzo album della trilogia cominciata con Attraversami il cuore e proseguita con Giorni di rose, che però vedrà luce solamente nell'aprile 2012, dopo l'ennesima bocciatura da parte della commissione artistica del Festival di Sanremo, a cui negli ultimi anni Turci tenta di più volte di partecipare, con brani di propria composizione, ma invano. Il 9 novembre 2011 esce in esclusiva per i lettori de il Fatto Quotidiano un nuovo brano con le liriche ad opera di Marcello Murru, Devi andartene, anch'esso confluito nell'album di successiva pubblicazione, intitolato Le storie degli altri, come la relativa canzone. Il 21 maggio 2012 la trasmissione radiofonica Stile Libero di R101 lancia l'iniziativa goliardica "Maffoni & Lontani Conoscents" per Riccardo Maffoni, con una parodia di We Are the World dal titolo We Are the Maffons, a cui Paola Turci aderisce insieme a colleghi quali Roberto Vecchioni, Eugenio Finardi, Noemi, Paola & Chiara, gli Afterhours, Paolo Bruni dei Negrita e Adriano Pappalardo.

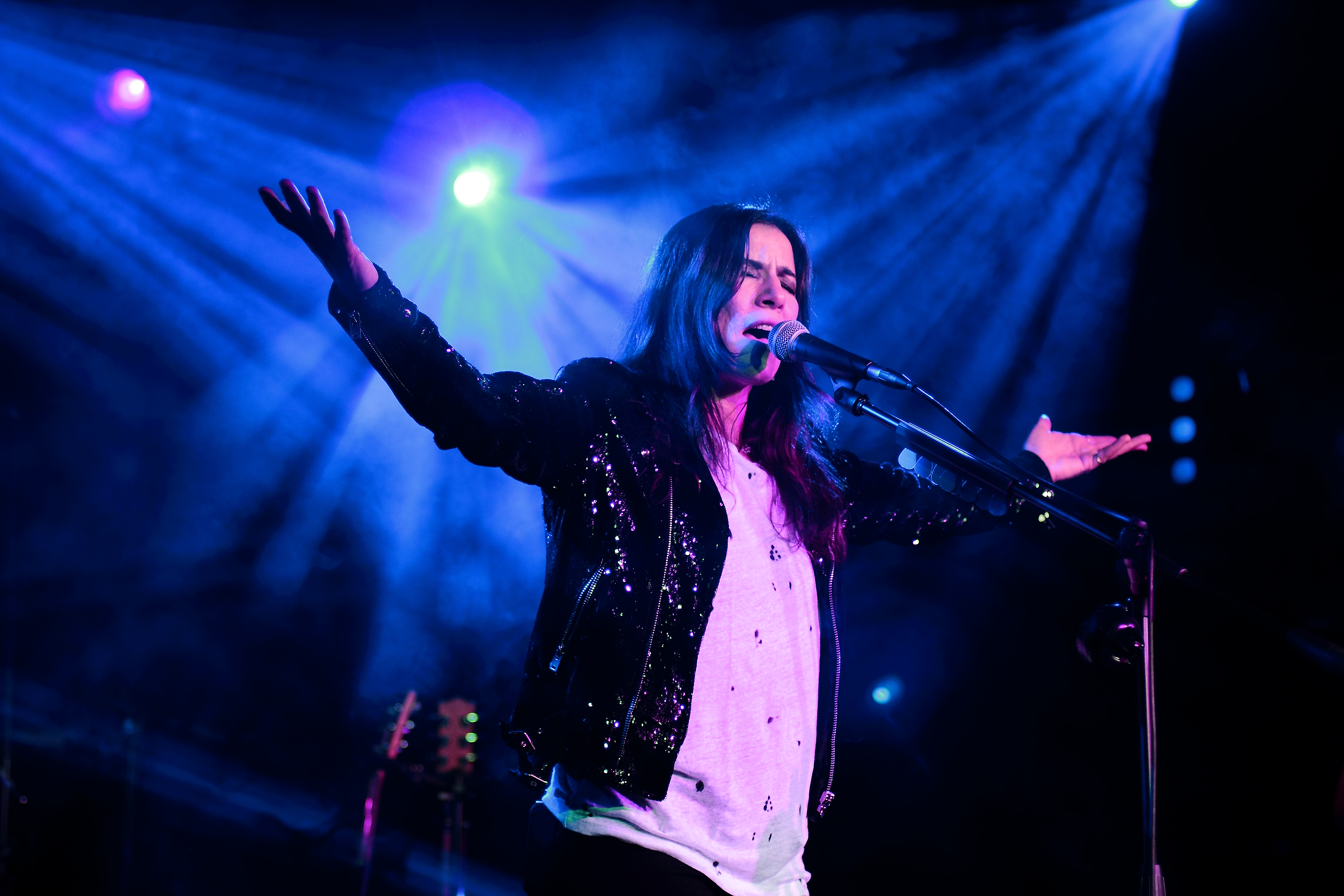
Paola Turci in concerto al teatro Quirinetta di Roma nel 2015

L'8 maggio 2014 è stata invitata da Laura Pausini a cantare accanto a lei. Il 18 maggio canta e suona le chitarre nel brano Con la musica alla radio, al fianco di Malika Ayane, L'Aura, Emma, Noemi, Syria, La Pina e della stessa Laura Pausini a Taormina. Questo show viene trasmesso in TV nel 20 maggio come il one man show Stasera Laura: ho creduto in un sogno.
Nel successivo settembre pubblica l'autobiografia Mi amerò lo stesso, curata da Enrico Rotelli. Il 20 marzo 2015 viene pubblicato il singolo Io sono, al quale il 21 aprile fa seguito l'album omonimo. Il 1º aprile 2016 è uscito il nuovo album di Loredana Bertè, Amici non ne ho... ma amiche sì!, contenente tra i vari duetti, quello con Paola Turci nel brano Luna.
Nel febbraio 2017 ha partecipato al sessantasettesimo Festival di Sanremo con il brano Fatti bella per te, giungendo in finale e piazzandosi al quinto posto. Il brano anticipa il dodicesimo album in studio della cantante, intitolato Il secondo cuore e pubblicato il 31 marzo 2017. Dall'album è stato estratto anche un secondo singolo, La vita che ho deciso, in radio dal successivo 7 aprile. Agli MTV Awards 2017 riceve il premio alla carriera, l'History Awards.
Dal 18 novembre 2017 partecipa alla diciassettesima edizione del talent show Amici di Maria De Filippi come insegnante e membro della commissione di canto. Il 9 febbraio 2018 partecipa al 68º Festival di Sanremo duettando con l'artista in gara Noemi cantando il singolo Non smettere mai di cercarmi. Il 16 giugno 2018 canta in veste di Madrina d'Onore al Mantova Pride. A dicembre 2018, durante Sanremo Giovani 2018, Fabio Rovazzi e Pippo Baudo hanno annunciato la sua presenza tra i concorrenti big del Festival di Sanremo 2019 con il brano L'ultimo ostacolo. Il 9 dicembre 2022 Paola Turci ritorna sulla scena musicale da indipendente (Bambini srl) con il brano Caramella, scritto dalla stessa cantautrice insieme a Diego Calvetti e Giuseppe Anastasi che ne firma anche la produzione. Nel gennaio 2023 uscirà anche il videoclip del brano. Con la stessa produzione di Caramella, Paola Turci farà uscire il 7 aprile 2023 Il secondo singolo Fiore Di Ghiaccio, che farà parte del successivo progetto indipendente di Paola Turci. Per il brano non verrà realizzato un videoclip. Nel 2025 riceve il Premio Bindi alla carriera.

## Vita privata
Negli anni 1990 è stata sentimentalmente legata al tennista Paolo Canè. Il 2 luglio 2010 Paola Turci ha sposato Andrea Amato, giornalista di R101. Il matrimonio si è celebrato ad Haiti, nella cappella dell'Ospedale St. Damien. La coppia si è separata nel 2012.
Il 2 luglio 2022 si è unita civilmente a Montalcino con Francesca Pascale, ex compagna di Silvio Berlusconi, conosciuta il 12 novembre 2019 a Torino durante la prima tappa del suo tour Viva da Morire. Riguardo al proprio orientamento sessuale ha affermato:
 Nel luglio del 2024, dopo circa due anni, Turci e Pascale annunciano lo scioglimento dell'unione civile.

## Registro vocale
Paola Turci possiede un registro vocale da contralto.

## Discografia

### Album in studio
- 1988 – Ragazza sola, ragazza blu
- 1989 – Paola Turci
- 1990 – Ritorno al presente
- 1991 – Candido
- 1993 – Ragazze
- 1995 – Una sgommata e via
- 1997 – Oltre le nuvole
- 2000 – Mi basta il paradiso
- 2002 – Questa parte di mondo
- 2005 – Tra i fuochi in mezzo al cielo
- 2009 – Attraversami il cuore
- 2010 – Giorni di rose
- 2012 – Le storie degli altri
- 2017 – Il secondo cuore
- 2019 – Viva da morire

### Album dal vivo
- 2004 – Stato di calma apparente

### Raccolte
- 1996 – Volo così 1986-1996
- 2015 – Io sono

## Televisione
- Amici di Maria De Filippi (Canale 5, 2017-2018) Insegnante
- Musicultura (Rai 2, 2024) Conduttrice

## Opere
- Con te accanto, con Eugenia Romanelli, Milano, Rizzoli, 2009, ISBN 978-88-17-02944-5.
- Mi amerò lo stesso, con Enrico Rotelli (a cura di), Milano, Mondadori, 2014, ISBN 978-88-04-63565-9.